# Arusnati
Gli Arusnati furono una popolazione italica dell'Italia settentrionale.

## Il popolo
Il popolo degli Arusnati abitava la Valpolicella in epoca romana e preromana. In epoca romana dipendevano da Verona, dopo la creazione del municipio, il tutto conservando una certa autonomia amministrativa (il Pagus Arusnatium) e religiosa. Gli Arusnati erano localizzati in Valpolicella, partendo dalla parte nord del comune di Verona ed arrivando, secondo due ipotesi, sino alla chiusa di Ceraino o entrando in Vallagarina fino ad Ossenigo, frazione di Dolcè, che è l'ultimo paese della provincia di Verona al confine col Trentino.
Le uniche tracce lapidarie sono custodite a Verona nel Museo Lapidario Maffeiano e a san Giorgio di Valpolicella nel museo annesso alla pieve longobarda del VII secolo d.C. (tra le meglio conservate del territorio veronese), luogo dove sono stati trovati frammenti di più di 200 statuette votive in terracotta rappresentanti divinità, offerenti, animali. 
Le prime testimonianze della presenza degli Arusnati in questa regione risalgono al V secolo a.C. Il popolo era prevalentemente dedito all'agricoltura (particolarmente rilevante la vitivinicoltura già in epoca romana).  Scavi effettuati presso la località di San Giorgio (forse il centro religioso più importante dell'area) e oggi visibili nel giardino antistante l'abside orientale della pieve, hanno riportato alla luce quello che doveva essere un laboratorio metallurgico, probabilmente risalente al IV secolo a.C., a testimonianza di un'attività di lavorazione dei metalli di discreta importanza. Il laboratorio infatti dispone di un'area adibita a magazzino dei manufatti che dimostrerebbe che tale attività produttiva non era destinata a soddisfare esclusivamente le esigenze di una ristretta comunità locale. Il ritrovamento di manufatti anche in rame, materia prima non disponibile in loco, dimostra che l'insediamento produttivo aveva rapporti di interscambio con altri centri più distanti. Con il progressivo abbandono dell'attività metallurgica questi laboratori furono in seguito utilizzati come abitazioni. In epoca romana, l'intera area era inoltre dedita alla cavatura e lavorazione della pietra, utilizzata in vari monumenti romani di Verona e di altre città del nord Italia.
In epoca longobarda San Giorgio divenne curtis regia restando il centro del Pagus.
L'autonomia amministrativa della zona fu ereditata anche dopo l'assimilazione e la fusione degli arusnati con altri popoli. Fino alla repubblica di Venezia la Valpolicella godette di un'ampia autonomia amministrativa.

## Le origini
I più recenti studi sui reperti epigrafici rinvenuti nel territorio del pagus arusnatium, collegherebbero la popolazione ed i suoi culti alla cultura etrusca, che sembra peraltro permeare varie sacche retiche abitanti l'area cisalpina (tra le fonti antiche, sia lo storico Tito Livio che Plinio il Vecchio attribuiscono ai reti origini etrusche). Lo stesso nome Arusnates potrebbe derivare da Aruns/Arruns, eroe della mitologia etrusca legato alla città di Chiusi (lat. Clusium), potenza etrusca impegnata nella colonizzazione dell'Italia settentrionale attorno al VI-V secolo a.C.
Secondo Girolamo Asquini (storico dell'Ottocento) sono di origini gallo-celtiche. Alla base di questa ipotesi sarebbe la tradizione (arrivata ai giorni nostri) della distribuzione delle fave. Le fave, che per prime sbucavano dal terreno primaverile dopo che il seme era stato sepolto nella terra, erano il simbolo della resurrezione, nell'antichissima credenza che le anime dei morti non perissero con il corpo. Oggi la "Festa de le Fa'e (fave)" di origine pagana arusnate si svolge nella seconda domenica di novembre.

## La religione
Alcuni teonimi del pantheon arusnate sono del tutto singolari e difficilmente riconducibili in maniera certa ad altri culti o divinità italiche o romane.
- Cuslano - nome di divinità - forse il "dio della porta" etrusco Culsan.[4]
- Imnhagalle, Schnagalle - onomastici di difficile interpretazione, sui quali esistono varie ipotesi (una delle quali rimanda a culti di origine celtica comunque presenti in area cisalpina).
- Udisna Augusta - nome di divinità oppure  (più probabilmente, date le caratteristiche del reperto epigrafico) nome di un edificio o area edificale sacra.
- Lualda - da reperto epigrafico [...]LVALDAE[...] oppure [...]LVAE DAE[...]  - forse la divinità romana Lua.[5][6]
- Man(n)isnavius - figura sacerdotale sconosciuta.[7]
- Iuppiter Felvennis - l'epiteto Felvennis si trova solo presso gli arusnati ed è di incerta definizione.

Questa originale teonomia può far pensare ad un culto arusnate di origine preromana (forse etrusca) ed ai sincretismi generatisi successivamente alla latinizzazione del territorio. Tuttavia, la molteplicità di influenze che vi si possono riscontrare, potrebbe essere dovuta alla specifica posizione geografica del pagus che si trovava all'incrocio di importanti vie di comunicazione tra differenti etnie (etrusca, retica, celtica, veneta). Questo potrebbe aver creato le condizioni per lo sviluppo di una religiosità contenente elementi di varia origine ed appartenenza, mantenutisi poi anche in età romana.